# Paul Nitze

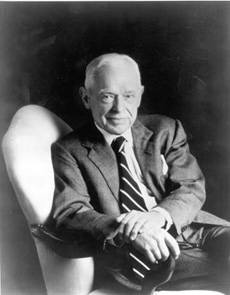
Paul Nitze

Paul Henry Nitze (* 16. Januar 1907 in Amherst, Massachusetts; † 19. Oktober 2004 in Georgetown, Washington, D.C.) war ein US-amerikanischer Politiker. Nitze, dessen deutsche Vorfahren aus dem Magdeburger Raum stammen, wurde an der Hotchkiss School in Lakeville, Connecticut, ausgebildet und graduierte an der Harvard University im Jahr 1927. Nach Tätigkeit im Investmentbankinggeschäft stieg er 1940 in Regierungsdienste ein und gründete zusammen mit Christian Herter 1943 die heutige Paul H. Nitze School of Advanced International Studies in Washington, D.C.

## Politische Tätigkeit
Nitze wurde erstmals 1950 auf einen höheren Posten berufen, als er das Amt des Director of Policy Planning im Außenministerium übernahm. Dies blieb er bis 1953. Von 1963 bis 1967 fungierte der Demokrat Nitze als Marineminister (Secretary of the Navy) sowie im Anschluss bis 1969 als stellvertretender Verteidigungsminister.
In den darauffolgenden Jahrzehnten gehörte er zu den Chefarchitekten der Politik der USA gegenüber der Sowjetunion. Nitze war dabei stets einer der Falken, die für eine harte Position gegenüber dem Osten eintraten. Er sah nicht so sehr die Gefahr einer kurzfristigen militärischen Aggression der Sowjetunion, sondern ging davon aus, dass der Marxismus-Leninismus das Ziel beinhalte, dass die Welt längerfristig gesehen von der kommunistischen Ideologie beherrscht werde. Eine der Grundlagen seines Handelns war die Auffassung, es sei falsch, Verhandlungen aus einem Zustand der eigenen Schwäche heraus zu führen. Er setzte daher auf militärische Stärke als Basis für Verhandlungen und sah Abschreckung als notwendig an, um die Sowjetunion von möglicher Aggression abzuhalten.
1975 gründete er das „Committee on the Present Danger“, dessen Mitglieder den Antikommunismus, nach den Jahren der Entspannungspolitik, wieder gesellschaftsfähig und politisch wirkungsvoll machten. Zum Beispiel vertrat er eine bemerkenswert vehemente Position gegen die Ratifizierung des SALT-II-Vertrages von 1979. Später war er der Chefunterhändler von US-Präsident Ronald Reagan (Special Advisor to the President and Secretary of State on Arms Control) für den Intermediate-Range-Nuclear-Forces-Vertrag (INF). Es ging dabei um die Stationierung nuklearer Mittelstreckenraketen in Europa. Während der damals stattfindenden Abrüstungsgespräche in Genf kam es 1982 zu dem berühmt gewordenen „Waldspaziergang“ von Nitze und dem sowjetischen Unterhändler Juli Kwizinski, bei dem beide weitgehende Abrüstungsvorschläge aushandelten, die jedoch anschließend sowohl von der US- als auch von der sowjetischen Regierung abgelehnt wurden und somit nicht zum Tragen kamen. Einige Jahre später jedoch wurden durch Michail Gorbatschow die Verhandlungen wieder aufgenommen, und der INF-Vertrag konnte 1987 erfolgreich abgeschlossen werden. 1984 wurde Nitze zum Sonderberater des Präsidenten und des Außenministeriums für Waffenkontrolle ernannt.

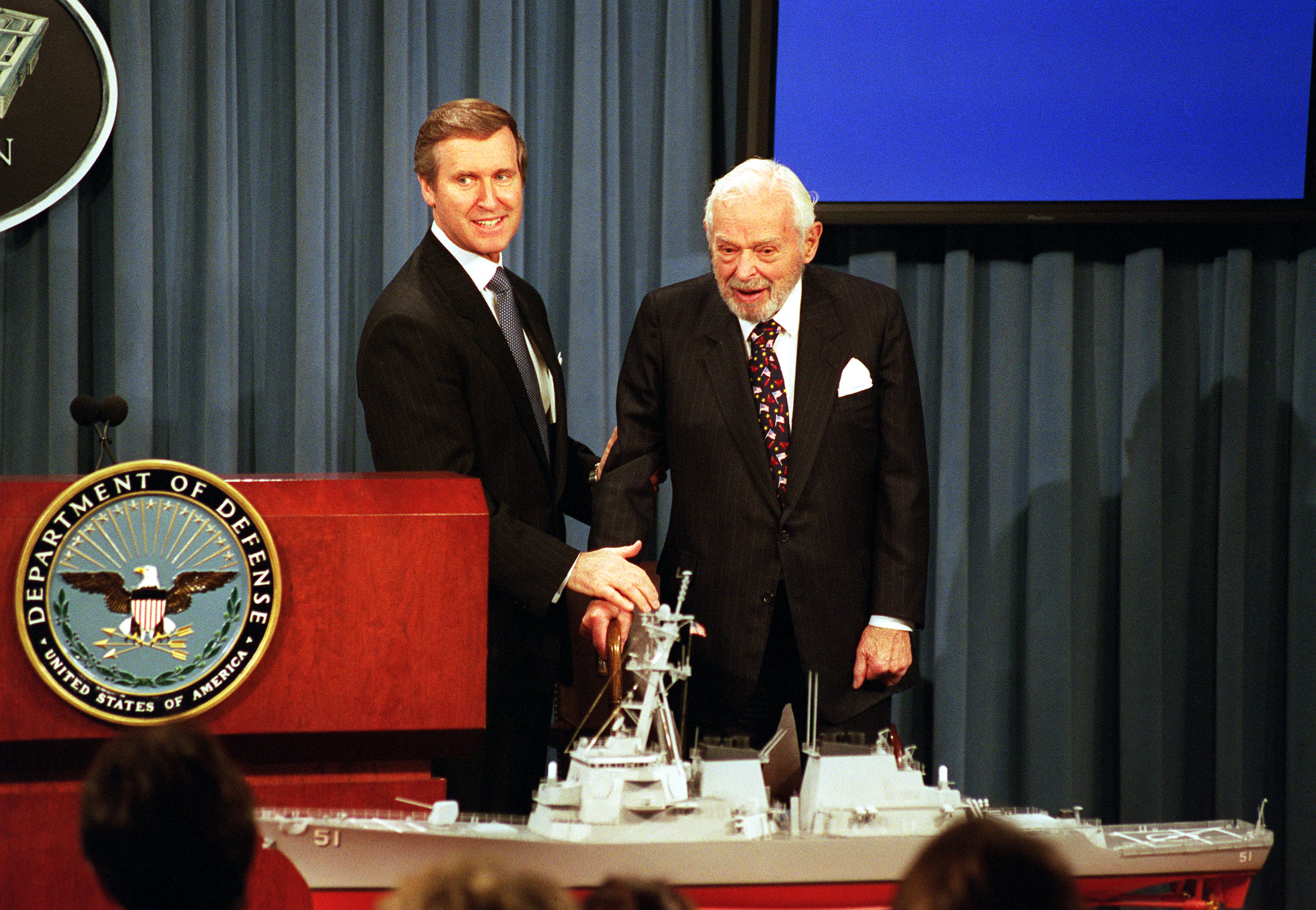
Paul Nitze mit Verteidigungsminister William Cohen (2001)

Nitze erhielt 1985 die Presidential Medal of Freedom, die höchste zivile Auszeichnung der USA. Der Zerstörer USS Nitze der Arleigh-Burke-Klasse der United States Navy wurde zu seinen Ehren auf den Namen USS Nitze getauft. Der damalige Verteidigungsminister William Cohen erklärte: „To put [Nitze’s] name on this ship … will remind people of Paul’s passionate commitments to avoid war by being prepared to fight in it.“ („Diesem Schiff (Nitzes) Namen zu geben, … wird die Menschen erinnern an (Nitzes) leidenschaftlichen Einsatz dafür, Krieg zu vermeiden durch Vorbereitetsein auf den Kampf.“) 1988 wurde Nitze in die American Academy of Arts and Sciences gewählt.

## Ämter
- Vizepräsident des Strategic Bombing Survey, 1944–1946
- Chef der Politikplanung des US-Außenministeriums, 1950–1953
- 1950 war er Hauptautor eines einflussreichen und (damals) streng geheimen National-Security-Council-Dokumentes, genannt NSC-68, das die sowjetische Politik als aggressiv und expansiv einstufte und eine entsprechende Antwort der USA verlangte.
- Marineminister, 1963–1967
- Stellvertretender Verteidigungsminister, 1967–1969
- Mitglied der US-Delegation zu den SALT-Gesprächen (Strategic Arms Limitation Talks), 1969–1973
- Staatssekretär des Verteidigungsministeriums für internationale Angelegenheiten, 1973–1976
- Sonderberater des Präsidenten für Rüstungskontrolle 1984-(?) (wahrscheinlich 1988)

## Publikationen
- mit Ann M. Smith und Steven L. Rearden: From Hiroshima to Glasnost: At the Center of Decision: A Memoir. G. Weidenfeld, New York 1989, ISBN 1-55584-110-4.
- Tension between Opposites. Reflections on the Practice and Theory of Politics. Charles Scribner’s Sons, New York 1993, ISBN 0-684-19628-X.